# Gilles Müller
Gilles Müller (Schifflange, 9 mei 1983) is een tennisspeler uit Luxemburg. Bij de junioren won Müller in 2001 de US Open in het enkelspel en was hij verliezend finalist bij het juniorentoernooi van Wimbledon. Hierna begon Müller aan zijn profcarrière, waarin hij in 2017 twee ATP-toernooien in het enkelspel op zijn naam schreef. Ook was Müller succesvol op de Challenger Tour waar hij in zijn carrière elf toernooien in het enkelspel en drie in het dubbelspel won. Zijn beste prestaties op grandslamtoernooien zijn het bereiken van de kwartfinales op de US Open 2008 en 9 jaar later op Wimbledon 2017. In 2014, 2015 en 2016 werd hij uitgeroepen tot Luxemburgs Sportpersoon van het Jaar.

## Palmares

### Enkelspel
| Nr.                          | Datum            | Toernooi        | Ondergrond | Tegenstander in finale | Score                   | Details |
| ---------------------------- | ---------------- | --------------- | ---------- | ---------------------- | ----------------------- | ------- |
| Gewonnen finales             |                  |                 |            |                        |                         |         |
| 1.                           | 14 januari 2017  | ATP Sydney      | Hardcourt  | Daniel Evans           | 7–6(5), 6–2             | Details |
| 2.                           | 18 juni 2017     | ATP Rosmalen    | Gras       | Ivo Karlović           | 7–6(5), 7–6(4)          | Details |
| Verloren finales             |                  |                 |            |                        |                         |         |
| 1.                           | 22 augustus 2004 | ATP Washington  | Hardcourt  | Lleyton Hewitt         | 3-6, 4-6                | Details |
| 2.                           | 31 juli 2005     | ATP Los Angeles | Hardcourt  | Andre Agassi           | 4-6, 5-7                | Details |
| 3.                           | 22 juli 2012     | ATP Atlanta     | Hardcourt  | Andy Roddick           | 6-1, 6-7(2), 2-6        | Details |
| 4.                           | 13 juni 2016     | ATP Rosmalen    | Gras       | Nicolas Mahut          | 4-6, 4-6                | Details |
| 5.                           | 17 juli 2016     | ATP Newport     | Gras       | Ivo Karlovic           | 7-6(2), 6-7(5), 6-7(12) | Details |
| 6.                           | 7 mei 2017       | ATP Estoril     | Gravel     | Pablo Carreño Busta    | 2–6, 6–7(5)             | Details |
| Gewonnen finales challengers |                  |                 |            |                        |                         |         |
| 1.                           | 27 juli 2003     | Valladolid      | Hardcourt  | Iván Navarro           | 6-4, 6-3                |         |
| 2.                           | 25 april 2004    | Napels          | Gravel     | Arnaud Di Pasquale     | 7-6(7), 6-7(1), 6-1     |         |
| 3.                           | 4 juli 2004      | Cordoba         | Hardcourt  | Nicolás Almagro        | 6-1, 6-2                |         |
| 4.                           | 13 april 2008    | Humacao         | Hardcourt  | Ivan Miranda           | 7-5, 7-6(2)             |         |
| 5.                           | 8 juni 2008      | Izmir           | Hardcourt  | Kristian Pless         | 7-5, 6-3                |         |
| 6.                           | 5 juni 2011      | Nottingham      | Gras       | Matthias Bachinger     | 7-6(4), 6-2             |         |
| 7.                           | 30 maart 2014    | Guadalajara     | Hardcourt  | Denis Kudla            | 6-2, 6-2                |         |
| 8.                           | 27 april 2014    | Shenzhen        | Hardcourt  | Lukáš Lacko            | 7-6(4), 6-3             |         |
| 9.                           | 4 mei 2014       | Taipei          | Tapijt (i) | John-Patrick Smith     | 6-3, 6-3                |         |
| 10.                          | 11 mei 2014      | Gimcheon        | Hardcourt  | Tatsuma Ito            | 7-6(5), 5-7, 6-4        |         |
| 11.                          | 20 juli 2014     | Recanati        | Hardcourt  | Ilia Bozoljac          | 6-1, 6-2                |         |

### Dubbelspel
| Nr.                           | Datum             | Toernooi     | Ondergrond    | Partner                | Tegenstanders in finale              | Score               | Details |
| ----------------------------- | ----------------- | ------------ | ------------- | ---------------------- | ------------------------------------ | ------------------- | ------- |
| Verloren finales heren dubbel |                   |              |               |                        |                                      |                     |         |
| 1.                            | 2 augustus 2015   | ATP Atlanta  | Hardcourt     | Colin Fleming          | Bob Bryan Mike Bryan                 | 6-4, 6-7(2), [4-10] | Details |
| 2.                            | 8 januari 2017    | ATP Brisbane | Hardcourt     | Sam Querrey            | Thanasi Kokkinakis Jordan Thompson   | 6-7(7), 4-6         | Details |
| Gewonnen finales challengers  |                   |              |               |                        |                                      |                     |         |
| 1.                            | 4 juli 2004       | Andorra      | Hardcourt     | Aisam-ul-Haq Qureshi   | Santiago González Alejandro Gonzalez | 6-3, 7-5            |         |
| 2.                            | 12 september 2010 | Saint-Remy   | Hardcourt     | Edouard Roger-Vasselin | Andis Juška Deniss Pavlovs           | 6-0, 2-6, [13-11]   |         |
| 3.                            | 30 september 2012 | Orléans      | Hardcourt (i) | Lukáš Dlouhý           | Xavier Malisse Ken Skupski           | 6-2, 6-7(5), [10-7] |         |

## Resultaten grote toernooien
| Legenda | Legenda                          |
| ------- | -------------------------------- |
| g.t.    | geen toernooi gehouden           |
| l.c.    | lagere categorie                 |
| –       | niet deelgenomen                 |
| G       | uitgeschakeld in de groepsfase   |
| 1R      | uitgeschakeld in de eerste ronde |
| 2R      | uitgeschakeld in de tweede ronde |
| 3R      | uitgeschakeld in de derde ronde  |
| 4R      | uitgeschakeld in de vierde ronde |
| KF      | uitgeschakeld in de kwartfinale  |
| HF      | uitgeschakeld in de halve finale |
| F       | de finale verloren               |
| W       | het toernooi gewonnen            |
| w-v     | winst/verlies-balans             |

### Enkelspel
| toernooi             | 2004 | 2005 | 2006 | 2007 | 2008 | 2009 | 2010 | 2011 | 2012 | 2013 | 2014 | 2015 | 2016 | 2017 | 2018 |
| -------------------- | ---- | ---- | ---- | ---- | ---- | ---- | ---- | ---- | ---- | ---- | ---- | ---- | ---- | ---- | ---- |
| grandslamtoernooien  |      |      |      |      |      |      |      |      |      |      |      |      |      |      |      |
| Australian Open      | 1R   | 1R   | 2R   | 2R   | –    | 3R   | –    | 2R   | 1R   | 1R   | –    | 4R   | 2R   | 2R   | 3R   |
| Roland Garros        | –    | 1R   | 1R   | –    | –    | 1R   | –    | –    | 2R   | 1R   | –    | 2R   | 1R   | 1R   | 1R   |
| Wimbledon            | –    | 3R   | 1R   | 2R   | –    | 1R   | –    | 3R   | 1R   | –    | 2R   | 1R   | 2R   | KF   | 2R   |
| US Open              | –    | 2R   | 1R   | –    | KF   | –    | –    | 4R   | 2R   | –    | 1R   | 1R   | 1R   | 2R   | 1R   |
| ATP Masters 1000     |      |      |      |      |      |      |      |      |      |      |      |      |      |      |      |
| Indian Wells         | –    | 3R   | 1R   | –    | –    | –    | –    | –    | 2R   | 1R   | –    | 2R   | 2R   | 3R   | 2R   |
| Miami                | 1R   | 1R   | 1R   | –    | –    | 1R   | –    | –    | 2R   | 1R   | –    | 2R   | 1R   | 3R   | 2R   |
| Monte Carlo          | –    | –    | –    | –    | –    | –    | –    | –    | –    | –    | –    | –    | 1R   | 2R   | 2R   |
| Madrid               | l.c. | l.c. | l.c. | l.c. | l.c. | –    | –    | –    | –    | –    | –    | 1R   | –    | 2R   | –    |
| Rome                 | –    | –    | –    | –    | –    | –    | –    | –    | –    | –    | –    | –    | –    | –    | 1R   |
| Montreal/Toronto     | –    | –    | –    | –    | –    | –    | –    | –    | –    | –    | –    | 3R   | 2R   | –    | –    |
| Cincinnati           | –    | –    | –    | –    | –    | –    | –    | –    | –    | –    | –    | 1R   | –    | 2R   | –    |
| Shanghai             | l.c. | l.c. | l.c. | l.c. | l.c. | –    | –    | –    | –    | –    | –    | 1R   | –    | –    | –    |
| Parijs               | –    | –    | –    | –    | –    | –    | –    | 1R   | –    | –    | –    | –    | 2R   | –    | –    |
| olympisch            |      |      |      |      |      |      |      |      |      |      |      |      |      |      |      |
| Olympische Spelen    | –    | g.t. | g.t. | g.t. | –    | g.t. | g.t. | g.t. | 2R   | g.t. | g.t. | g.t. | 3R   | g.t. | g.t. |
| statistieken         |      |      |      |      |      |      |      |      |      |      |      |      |      |      |      |
| totaal aantal titels | 0    | 0    | 0    | 0    | 0    | 0    | 0    | 0    | 0    | 0    | 0    | 0    | 0    | 2    | 0    |
| eindejaarsranking    | 69   | 76   | 105  | 117  | 95   | 248  | 134  | 54   | 67   | 368  | 47   | 38   | 34   | 25   |      |

### Dubbelspel
| toernooi             | 2005 | 2006 | 2007 | 2008 | 2009 | 2010 | 2011 | 2012 | 2013 | 2014 | 2015 | 2016 | 2017 | 2018 |
| -------------------- | ---- | ---- | ---- | ---- | ---- | ---- | ---- | ---- | ---- | ---- | ---- | ---- | ---- | ---- |
| grandslamtoernooien  |      |      |      |      |      |      |      |      |      |      |      |      |      |      |
| Australian Open      | –    | 1R   | –    | –    | –    | –    | –    | –    | –    | –    | 1R   | 2R   | 2R   | –    |
| Roland Garros        | 1R   | 1R   | –    | –    | –    | –    | –    | –    | 1R   | –    | 1R   | 1R   | –    | –    |
| Wimbledon            | 1R   | 1R   | –    | –    | –    | –    | –    | –    | 2R   | 2R   | 2R   | 1R   | 1R   | –    |
| US Open              | 1R   | –    | –    | –    | –    | –    | –    | –    | –    | 1R   | 2R   | 2R   | –    | –    |
| ATP Masters 1000     |      |      |      |      |      |      |      |      |      |      |      |      |      |      |
| Indian Wells         | –    | –    | –    | –    | –    | –    | –    | –    | –    | –    | –    | –    | HF   | KF   |
| Miami                | –    | –    | –    | –    | –    | –    | –    | –    | –    | –    | 1R   | –    | 2R   | –    |
| Monte Carlo          | –    | –    | –    | –    | –    | –    | –    | –    | –    | –    | –    | –    | 1R   | –    |
| Madrid               | l.c. | l.c. | l.c. | l.c. | –    | –    | –    | –    | –    | –    | –    | –    | 1R   | –    |
| Rome                 | –    | –    | –    | –    | –    | –    | –    | –    | –    | –    | –    | –    | –    | –    |
| Montreal/Toronto     | –    | –    | –    | –    | –    | –    | –    | –    | –    | –    | –    | 1R   | –    | –    |
| Cincinnati           | –    | –    | –    | –    | –    | –    | –    | –    | –    | –    | –    | –    | –    | –    |
| Shanghai             | l.c. | l.c. | l.c. | l.c. | –    | –    | –    | –    | –    | –    | –    | –    | –    | –    |
| Parijs               | –    | –    | –    | –    | –    | –    | –    | –    | –    | –    | –    | –    | –    | –    |
| olympisch            |      |      |      |      |      |      |      |      |      |      |      |      |      |      |
| Olympische Spelen    | g.t. | g.t. | g.t. | –    | g.t. | g.t. | g.t. | –    | g.t. | g.t. | g.t. | –    | g.t. | g.t. |
| statistieken         |      |      |      |      |      |      |      |      |      |      |      |      |      |      |
| totaal aantal titels | 0    | 0    | 0    | 0    | 0    | 0    | 0    | 0    | 0    | 0    | 0    | 0    | 0    | 0    |
| eindejaarsranking    | 158  | 244  | 221  | 331  | 740  | 372  | 758  | 242  | 664  | 214  | 139  | 153  | 104  |      |